# Tantilla coronadoi
Espèce
Statut de conservation UICN

 LC  : Préoccupation mineure
Tantilla coronadoi  est une espèce de serpents de la famille des Colubridae.

## Répartition
Cette espèce est endémique du Guerrero au Mexique.

## Étymologie
Cette espèce est nommée en l'honneur de Salvador Coronado, un ami du descripteur.

## Publication originale
- Hartweg, 1944 : Remarks on some Mexican snakes of the Genus Tantilla. Occasional Papers of the Museum of Zoology, University of Michigan, n. 486, p. 1-9 (texte intégral).